# Marie Egner

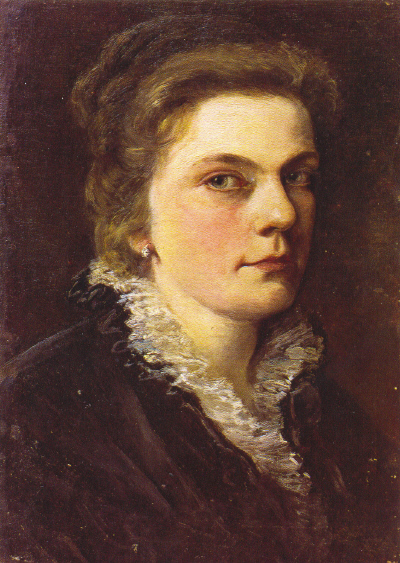
Selbstporträt, 1878

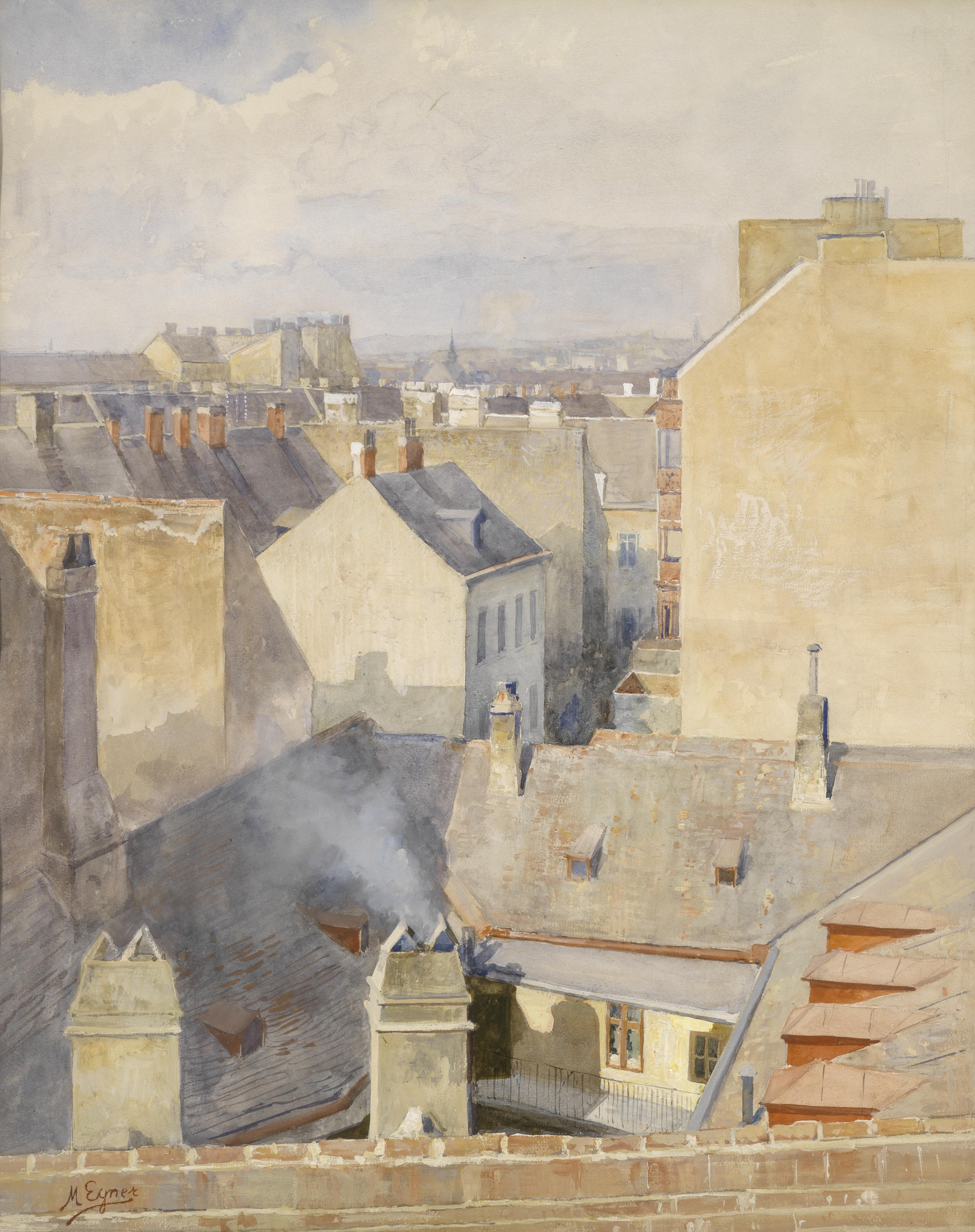
Blick aus dem Atelier in der Klagbaumgasse im 4. Bezirk, Wien, um 1890

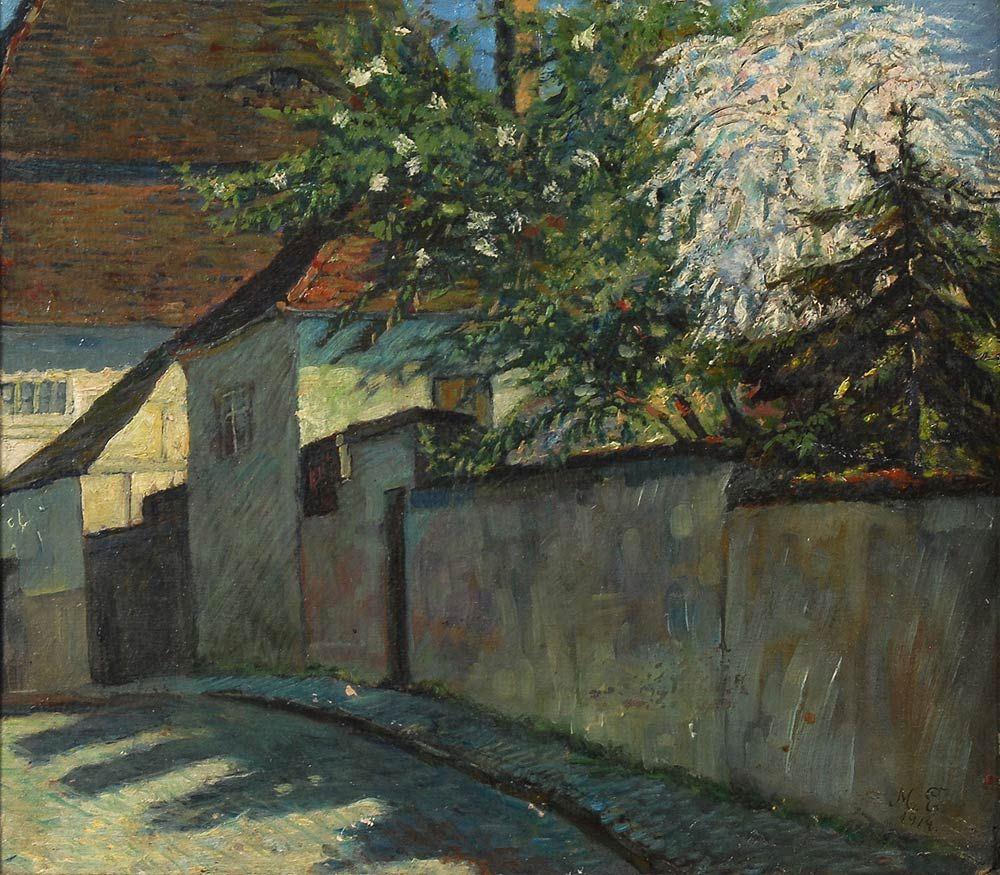
Dorfstraße mit blühenden Bäumen in Alassio

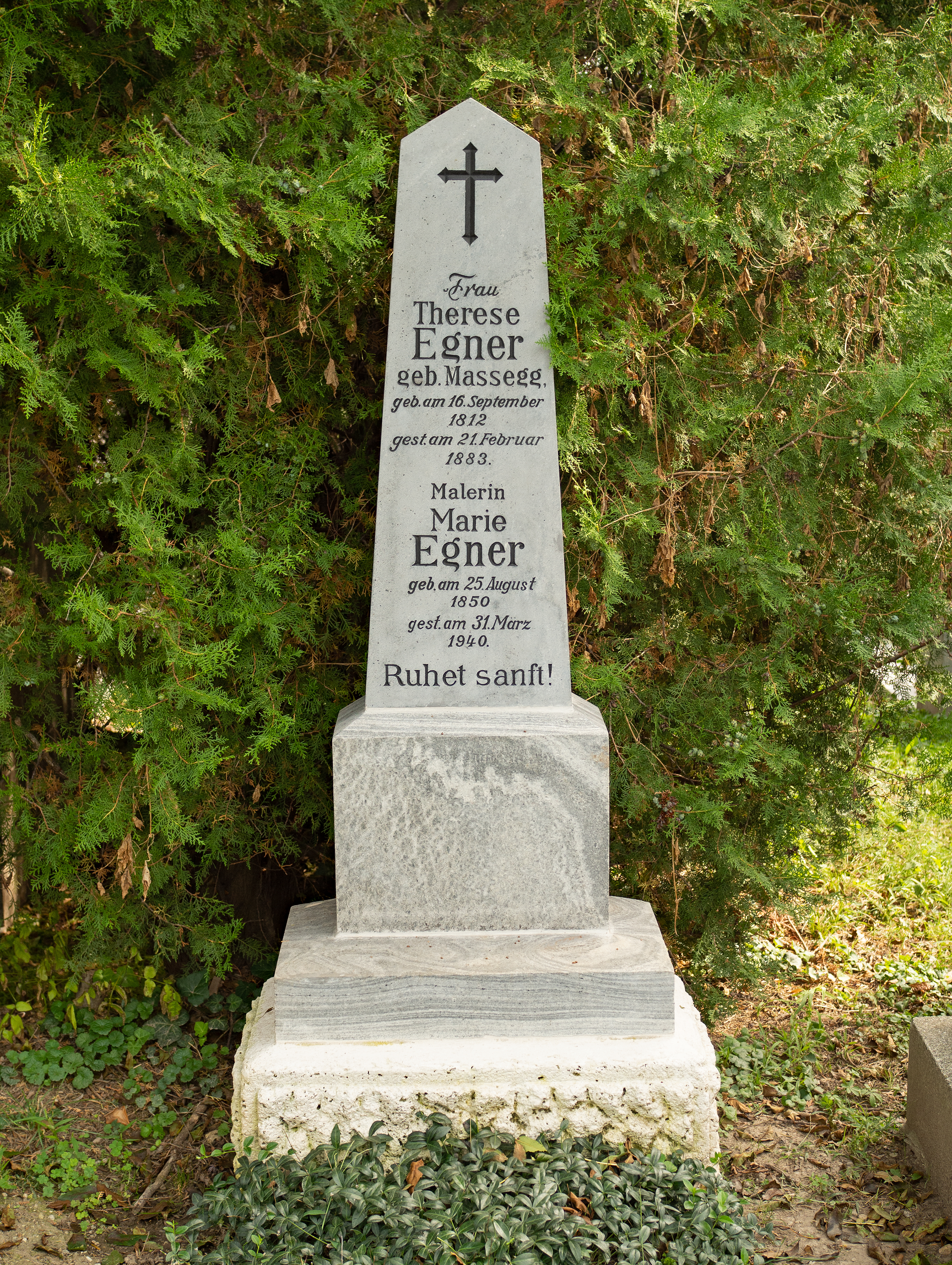
Grab von Marie Egner auf dem Wiener Zentralfriedhof

Marie Egner (* 25. August 1850 in Radkersburg, Steiermark; † 31. März 1940 in Wien) war eine österreichische Malerin.

## Leben
Die Steirerin Marie Egner studierte zunächst in Graz beim Zeichenlehrer Hermann von Königsbrunn und ging anschließend nach Düsseldorf, wo sie von 1872 bis 1875 Schülerin von Carl Jungheim (1830–1886) war. 1882 kam sie nach Wien, wo sie sich mit ihrer Mutter niederließ. Hier war sie bis 1887 Schülerin von Emil Jakob Schindler, in dessen Kreis sie in den Sommermonaten auf Schloss Plankenberg in Niederösterreich malte. Studienaufenthalte führten sie durch Europa, wobei sie von 1887 bis 1889 in England weilte. Danach stellten sich erste Erfolge ein; Egner hatte Ausstellungen im Wiener Künstlerhaus, in Deutschland und England. In Wien war sie von 1900 bis 1909 Gründungsmitglied der Künstlerinnengruppe Acht Künstlerinnen, einem Vorläufer späterer Künstlerinnenverbände. Eine eigene Malschule für Frauen musste sie 1910 aus gesundheitlichen Gründen aufgeben. Nach dem Ersten Weltkrieg gehörte sie der Vereinigung bildender Künstlerinnen Österreichs (VBKÖ) an, die 1926 eine große Ausstellung für Marie Egner organisierte. Ab 1930 verlor sie zusehends ihr Augenlicht und zog sich aus der Öffentlichkeit zurück.
Nach ihrem Ableben wurde Marie Egner in einem nun ehrenhalber gewidmeten Grab auf dem Wiener Zentralfriedhof bestattet (Gruppe 13B, Reihe 3, Nr. 16).

## Leistung
Marie Egner war neben Tina Blau, Olga Wisinger-Florian und Broncia Koller die wichtigste Künstlerin Österreichs um 1900. Sie wird als Schülerin von Emil Jakob Schindler dem österreichischen Stimmungsimpressionismus zugeordnet. Thematisch befasste sie sich zum Großteil mit der Landschaftsmalerei in Öl und Aquarell sowie Blumenstücken. Ihre Motive entstanden vor der Natur in Plein-Air-Malerei.

## Ausstellungen (Auswahl)
- 1981: Marie Egner, eine österreichische Stimmungsimpressionistin. Galerie Suppan, Palais Coburg, Wien
- 1984: Marie Egner, an Austrian Impressionist. Galerie Suppan, im Rahmen des Austrian Festival, G. D. Hines, Galeria, Houston, Texas
- 1986: Marie Egner, an Austrian Impressionist. Galerie Suppan, Austrian Institute, New York, USA
- 1993: Marie Egner, eine österreichische Stimmungsimpressionistin und der Schindlerkreis. Galerie Suppan, Palais Coburg, Wien

## Werke (Auswahl)
- Kornfeld bei St. Georgen bei Melk (St. Pölten, Museum Niederösterreich, Inv. Nr. 4536), um 1895, Öl auf Karton, 55 × 74,6 cm
- Blühendes Mohnfeld in der Steiermark (Graz, Neue Galerie Graz), um 1896
- Herbstlicher Wald bei Purkersdorf (St. Pölten, Museum Niederösterreich, Inv. Nr. 127/81), nach 1900, Öl auf Karton, 30,5 × 36,8 cm
- Frühling an der Donau mit Blick gegen Stift Melk (St. Pölten, Museum Niederösterreich, Inv. Nr. 248/85), um 1906, Öl auf Leinwand, 53 × 71 cm
- In der Pergola (Wien, Österreichische Galerie Belvedere, Inv. Nr. 1546), um 1910, Öl auf Karton, 68 × 86,7 cm
- Dünenlandschaft in der Bretagne (Wien, Österreichische Galerie Belvedere, Inv. Nr. 2920), um 1910, Tempera auf Papier, 48,5 × 66,8 cm